# Турецько-сирійський конфлікт
Турецько-сирійський прикордонний конфлікт (тур. Türkiye-Suriye çatışması) або Турецько-сирійська криза (тур. Türkiye-Suriye Krizi) — сукупність збройних конфліктів між Сирією та Туреччиною на спільному кордоні під час громадянської війни в Сирії.
Конфлікт розпочався 3 жовтня 2012 року, коли турецька сторона відкрила вогонь по сирійській території у відповідь на інцидент на кордоні, де внаслідок падіння артилерійських снарядів загинули п'ятеро людей. Світова громадськість засудила інцидент та закликала не допускати ескалації конфлікту.
Упродовж конфлікту сирійська влада звинувачувала уряди Туреччини, США, Катару, Саудівської Аравії та інших країн у фінансовій та військовій підтримці терористичних груп (у тому числі і сирійських повстанців), а також вимагала не втручатися у внутрішні справи Сирії.

## Передісторія

### Початок громадянської війни у Сирії
14 червня 2013 року до прикордонного турецького міста Рейханли прибули 73 офіцери сирійської армії, серед них — 7 генералів і 20 офіцерів вищої ланки, які дезертували з урядової армії. Вони проникли до Туреччини разом із членами своїх сімей (всього 202 особи) і запросили політичний притулок. Офіційного підтвердження турецької влади не надходило.

### Збитий турецький винищувач
Сирійські ВПС 22 червня 2012 року збили турецький винищувач F-4 над своїми територіальними водами.
«О 11:40 22 червня невідома повітряна ціль порушила повітряний простір Сирії, рухаючись із заходу на дуже низькій висоті та з великою швидкістю над нашими територіальними водами. Тому сирійські ППО атакували її за допомогою зенітних установок і збили за кілометр від берега, внаслідок чого ціль впала у сирійських територіальних водах», — повідомив представник збройних сил Сирії.
Прем'єр-міністр Туреччини Реджеп Тайіп Ердоган провів екстрену нараду з міністрами та командуванням збройних сил. Відносини між Туреччиною та Сирією серйозно загострилися, хоча раніше обидві країни були союзниками. Туреччина підтримує сирійську опозицію, і останніми місяцями на турецько-сирійському кордоні, через який йде потік біженців із Сирії, неодноразово спалахували перестрілки між військовими обох країн. Президент Туреччини Абдулла Гюль пізніше заявив, що коли винищувач залітає до територіальних вод іншої країни — це нормальне явище. Він також пообіцяв вжити заходів, але не уточнив, які саме.

### Зіткнення на кордоні
10 жовтня 2012 року турецькі ВПС змусили приземлитися в аеропорту Анкари пасажирський літак авіакомпанії Syrian Air. Наступного дня уряд Туреччини заявив, що на борту знаходилося військове обладнання, яке постачалося до Сирії з Росії. У Міністерстві закордонних справ Сирії ці твердження назвали брехнею і висунули вимогу пред'явити заборонений товар, якщо він існує. Як стверджували сирійські дипломати, всі вантажі, що перевозилися на повітряному судні, були забезпечені документацією, що підтверджує їх легальний характер. Також сирійська влада звинуватила уряд Туреччини у продовженні політики ворожості.

## Хід конфлікту
Увечері 3 жовтня 2012 року турецька армія завдала ударів по території Сирії у відповідь на мінометний обстріл міста Акчакале. Сирійський снаряд потрапив до житлового будинку, внаслідок чого загинули п'ятеро людей, ще дев'ятьох було поранено. Артилерія обстріляла цілі на сирійській території, що стало відповіддю армії на регулярні обстріли території Туреччини.
Турецька армія вперше з початку війни в Сирії завдала артилерійських ударів по її території. Таким чином турецька влада «попередила» Дамаск, що у разі загибелі громадян Туреччини її війська вживатимуть відповідних заходів.
Відразу після обстрілу, уряд Туреччини для обговорення ситуації закликав терміново скликати саміт НАТО. У свою чергу рада НАТО в ніч на 4 жовтня підтримала турецьку владу, а провину за обстріл поклав на сирійських військових.
5 жовтня командування Сирії надало своїм військам наказ згорнути бойові дії в десятикілометровій зоні на кордоні з Туреччиною. Також сирійське командування заборонило військовій авіації наближатися до кордону ближче, ніж на 10 кілометрів, а артилерії завдавати ударів цією смугою. Таким чином Сирія фактично ввела безпольотну зону над порівняно невеликою частиною своєї території, чого вже довгі місяці домагалися місцеві повстанці, які не мають сучасних засобів ППО.
Сирійські бойовики неодноразово заявляли про захоплення важких озброєнь, які належали регулярній армії. Аналітики не виключають, що обстріли по турецькому місту були навмисно зроблені противниками Дамаска, щоб спровокувати Туреччину на дії у відповідь. Непримиренна сирійська опозиція неодноразово дорікала Заходу за бездіяльність. Виступаючи на Генасамблеї ООН, емір Катара закликав арабські країни створити коаліцію для військового вторгнення до Сирії. Артобстріл турецького міста, нібито здійснений сирійськими військовими, дає обґрунтований привід для турецької армії розпочати військову інтервенцію проти Сирії, оскільки іншого шансу турецька влада може не мати.
31 березня 2016 року в інтерв'ю агентству Sputnik президент Сирії Башар Асад заявив, що йому відомо про вторгнення турецьких військ на території Сирії. Він також розповів, що урядова армія готова відреагувати на агресію. Заходи у відповідь будуть вжиті на всій території Сирії.
9 жовтня 2019 року Ердоган оголосив про початок турецької військової операції в Сирії "Джерело миру".
28 лютого 2020 року після того турецька армія днем раніше зазнала масових жертв під час російських та сирійських авіаударів, Туреччина розпочала операцію «Весняний щит» проти сирійської армії. Вона закінчилася 5 березня коли Ердоган та Путін підписали в Москві угоду про припинення вогню, що стало кроком до деескалації в регіоні.
20 листопада 2022 у відповідь на теракт у Стамбулі ВПС Туреччини завдали серію авіаударів за позиціями Сирійських демократичних сил і сирійської армії на півночі Сирії та по позиціям Робочої партії Курдистану на півночі Іраку (операція «Кіготь-Меч»). Військова операція тривала до 28 листопада, за час її проведення було вбито щонайменш 16 солдат САА.
10 червня 2023 року турецькі збройні сили розпочали кампанію повітряних та наземних ударів по Сирійським демократичним силам та сирійській урядовій армії на півночі Сирії. Турецькі удари також зачепили російські збройні сили в Сирії, внаслідок чого російський солдат загинув і ще четверо отримали поранення.

## Розгортання комплексів «Петріот»

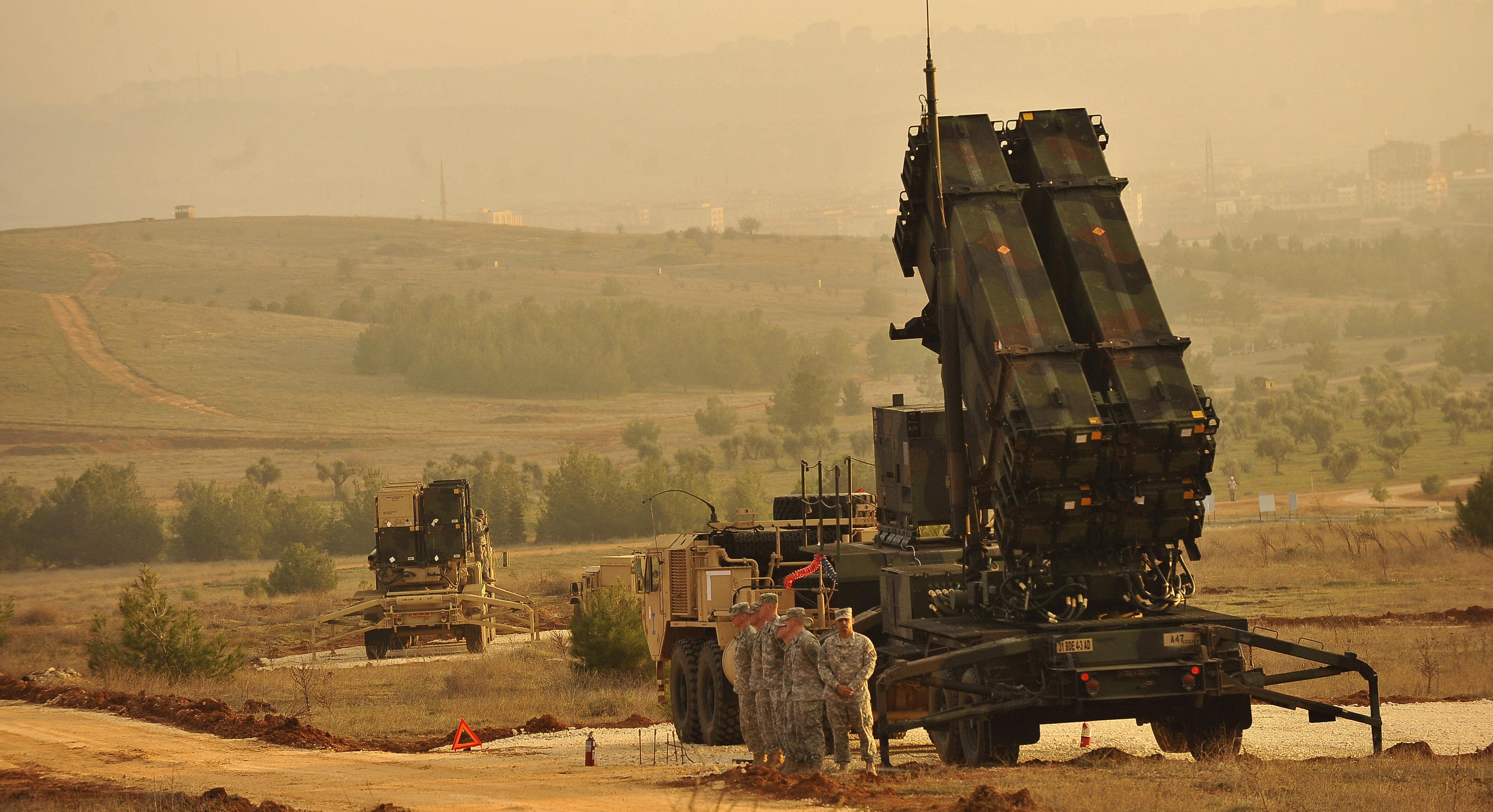
Комплекси «Петріот» на південному сході Туреччини, поблизу турецько-сирійського кордону

Раніше системи "Петріот " вже двічі були розміщені на турецькій території — у 1991 та 2003 роках, під час першої та другої воєн в Іраку, проте справа до їх застосування тоді не дійшла. 19 листопада 2012 року уряд Туреччини звернувся до керівництва НАТО з проханням надати системи протиповітряної оборони «Петріот» для зміцнення своїх позицій на кордоні із Сирією. 4 грудня 2012 року рада НАТО ухвалила рішення про виділення Туреччини шести батарей, дві нададуть США, дві — Німеччина та дві Нідерланди. Повністю оснащеними та боєздатними вони мають стати ближчими до кінця січня 2013 року.
Як вважають деякі спостерігачі, цей крок може свідчити про підготовку зовнішнього вторгнення до Сирії, інші — про те, що це є етапом підготовки військового удару по Ірану, крім того, є думка, що протиракетні комплекси в майбутньому можуть бути використані проти Росії.
На початку 2015 року Нідерланди вивели свої батареї з Адани, Іспанія замінила їх своїми комплексами. Потім Німеччина оголосила про рішення вивести дві свої батареї з Туреччини до початку 2016.
У жовтні 2015 року США розпочали виведення ЗРК «Петріот» з Туреччини.
У жовтні 2019 року Іспанія пригрозила вивести свої ракети «Петріот» із Туреччини на знак протесту проти військової операції турецької армії в Сирії.
У грудні 2019 року Туреччина направила запит США на покупку систем "Петріот ".
У лютому 2020 року Туреччина запросила у США розміщення двох ЗРК "Петріот " для стримування сирійських військ.